# ブラッズ
ブラッズ（英文表記:Bloods）は、アメリカ合衆国カリフォルニア州ロサンゼルスに拠点を置くストリートギャング。
シンボルカラーは赤色を基調とし、五芒星をシンボルに使用する事もある。セットと呼ばれる二次団体的グループの名前は基本的にBで始まる。「ブラッズ」の由来は若い黒人ギャングを指す「ヤングブラッド」から来た説と、ベトナム戦争の黒人帰還兵がお互いに「ブラッズ」（兄弟・ブラザーがなまったもの）と呼びあった事から来た説がある。クリップスと共に「2大黒人ギャング」、「2大ストリートギャング」などと言われている。
クリップスがバンダナをズボンの左側に垂らすのに対し、ブラッズはズボンの右側に垂らす。また、クリップスはブラッズの頭文字であるBの存在を、ブラッズはクリップスの頭文字であるCの存在をそれぞれ認めていない。
ブラッズメンバーはクリップスに対する蔑称としてCrabという言葉を用いる事がある。これはクリップス同士の苛烈な内紛を蟹の共食いに例えたものである。

## 歴史
1969年にクリップスが結成され、彼らは数々の暴力事件を起こしながら急速に勢力を拡大していった。これに反発したコンプトンのパイルズを中心にLA・ブリムズ、ワッツのグリーン・ジャケッツ(現バウンティー・ハンター・ブラッズ)、ハシエンダズ(現ハシエンダ・ビレッジ・ブラッズ)、シカゴのブラック・P・ストーンズのロサンゼルス支部、サウス・ロサンゼルス・ウエストサイドのブラッド・アリー(現ローリン・20's・ネイバーフッド・ブラッズ)、イーストサイドのスワンズ、ビショップスなどを中心にロサンゼルスのギャング組織の連合体として1972年に結成された。
ブラッズは各地でクリップスと激しい抗争を重ねた。その後、彼らはロサンゼルス外に勢力を拡張、1970年代後半にはサンディエゴ、フレズノといったカリフォルニア各地にセットを開設。更に1980年代半ばになるとクラックブームに乗ってワシントン州、オレゴン州、アリゾナ州、ネバダ州、テキサス州などにも拡大していった。特にアリゾナのセットは千名を超える大勢力であったという。
70年代、80年代まで、ブラッズやクリップスは、アメリカ以外では知られていなかったが、80年代後半にNWAのアルバムが全米で大ヒットとなったことで、LAギャングにも注目が集まった。
1980年代後半には国境を越えてカナダのバンクーバーへと進出、更にはローリン・20's・ネイバーフッド・ブラッズやシカゴで設立されたベリージアン・ブラッズといったベリーズ系メンバーの多いセットからの強制送還者を中心にベリーズにも進出し、わずか人口6万人のベリーズ・シティーに6百名以上のメンバー数を持っている。また、軍内のメンバーを通じてグアムにもセットが設立されている。
93年にはブラッズ&クリップス名義で、「バンギン・オン・ワックス」のアルバムが発表された。90年代に入ると東海岸でも後述するユナイテッド・ブラッド・ネーションが結成され、全米にブラッズの支部が拡大した。ある土地のギャングがクリップスになるとそのライバル組織はブラッズになると言われており、全米各地に浸透した両組織は大小問わず抗争を繰り広げる事になり、一説では2万人近い死者を出したとも言われている。また、90年代にはクレンショー地区でエイティーンス・ストリート・ギャングとの抗争も発生している。ロサンゼルス暴動後の1993年にはバウンティー・ハンター・ブラッズ、グレープストリート・ワッツ・クリップス、PJ・ワッツ・クリップスによるワッツ休戦協定が行われたが、メンバーの殺害により協定は破棄される事になる。以後、2010年代まで大規模な抗争は停滞状態にあるものの、散発的なセット間の争いは続いている。
東海岸においては1993年にニューヨークにて結成されたユナイテッド・ブラッド・ネーションが活動している。これは既存の黒人ギャング組織がラテンキングスやトリニタリオスといったカリブ海諸国をルーツに持つヒスパニック系ギャングに対抗するためにブラッズに転向する形で結成された連合体である。UBN結成に当たってはロサンゼルスのブラッズに縁を持つオマー・ポーティーがブラッズより承認を得て設立された。結成当初はポーティーのワン・エイト・トレイ・ギャングスターズを中心とした7つの組織の連合体であったが、後に有力組織セックス・マネー・マーダーなども加入しニューヨーク外にも勢力を拡大させた。東海岸全域で少なくとも7千人以上の規模を誇ると言われており、これらを含めた場合のブラッズの総数は2万人近くにも及ぶと推測される。しかしロサンゼルスから進出してきたブラッズ本家とは少なからず衝突している事が確認されており、決して友好的な関係にある訳ではない。

## ブラッズ出身の有名人
- ザ・ゲーム  - シダー・ブロック・パイル出身。
- カーディ・B - ユナイテッド・ブラッド・ネーション内の組織であるマック・ボーラー・ブリムズに所属していた。
- DJ・クイック（DJ QUIK） - 本来の"Quick"からCを抜いている。ツリー・トップ・パイル出身。
- B・リアル - マッド・スワンズ・ブラッズ出身。
- セン・ドッグ - ネイバーフッド・ファミリー・ブラッズ出身。
- マック・10 - クイーン・ストリート・ブラッズ出身。
- YG - ツリー・トップ・パイル所属。
- ブーヤー・トライブ - ウエストサイド・パイル出身。
- Lecare - 後に更生しキリスト教徒になった。
- ヤング・サグ - ユナイテッド・ブラッド・ネーション内の組織であるセックス・マネー・マーダー出身。
- チャールズ・"クレイジー・ホース"・ベネット
- シュグ・ナイト - ブラッズ出身ではないが、パイルズとの関係が深くアソシエイト(準構成員)と言われている。また、デス・ロウ時代にバウンティー・ハンター・ブラッズは彼の金主であった。
- 2パック - ブラッズ出身ではないが、パイルズと関係が深かった。後にそれがクリップスとの因縁を生む事に繋がった。
- tekashi・6ix9ine - ユナイテッド・ブラッド・ネーション内の組織であるナイン・トレイ・ギャングスターズのアソシエイトであった。
- ケンドリック・ラマー - パイルズのアソシエイトであった。また、父親はシカゴのギャングスター・ディサイプルズに所属していた。

## 映画
- カラーズ 天使の消えた街 Colors [4]（1988年）

## 書籍
- ソーレン・ベイカー『ギャングスター・ラップの歴史 スクーリー・Dからケンドリック・ラマーまで』塚田桂子訳・解説、DU BOOKS、2019年9月。